# Nadejdivka, Holovanivsk
Nadejdivka (în ucraineană Надеждівка) este un sat în comuna Moldovka din raionul Holovanivsk, regiunea Kirovohrad, Ucraina.

## Demografie
Componența lingvistică a localității Nadejdivka
     Ucraineană (97,14%)
     Rusă (2,86%)
Conform recensământului din 2001, majoritatea populației localității Nadejdivka era vorbitoare de ucraineană (97,14%), existând în minoritate și vorbitori de rusă (2,86%).